# Bolechowice (Petite-Pologne)
Pour les articles homonymes, voir Bolechowice.
Bolechowice (prononciation : [bɔlɛxɔˈvit͡sɛ]) est une localité polonaise de la gmina de Zabierzów, située dans le powiat de Cracovie en voïvodie de Petite-Pologne.